# 三谷種吉

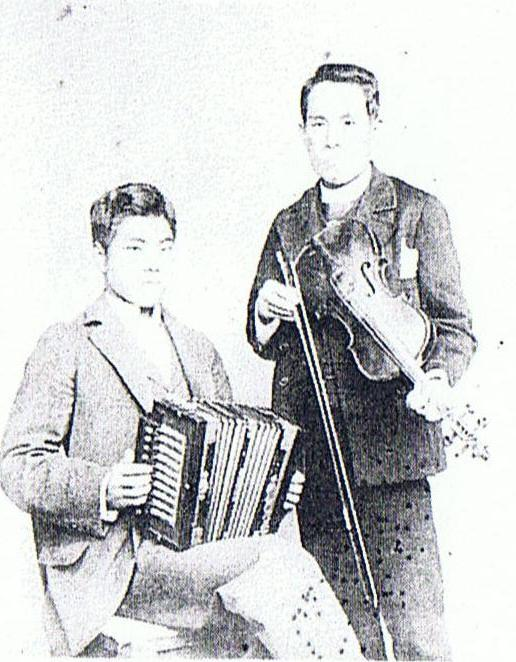
寅之助（左）と三谷種吉（右）

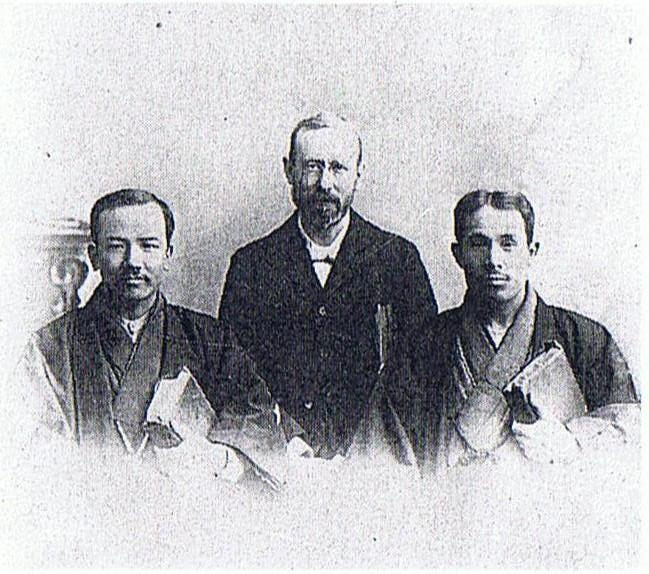
中田重治、パゼット・ウィルクス、三谷種吉、1902年

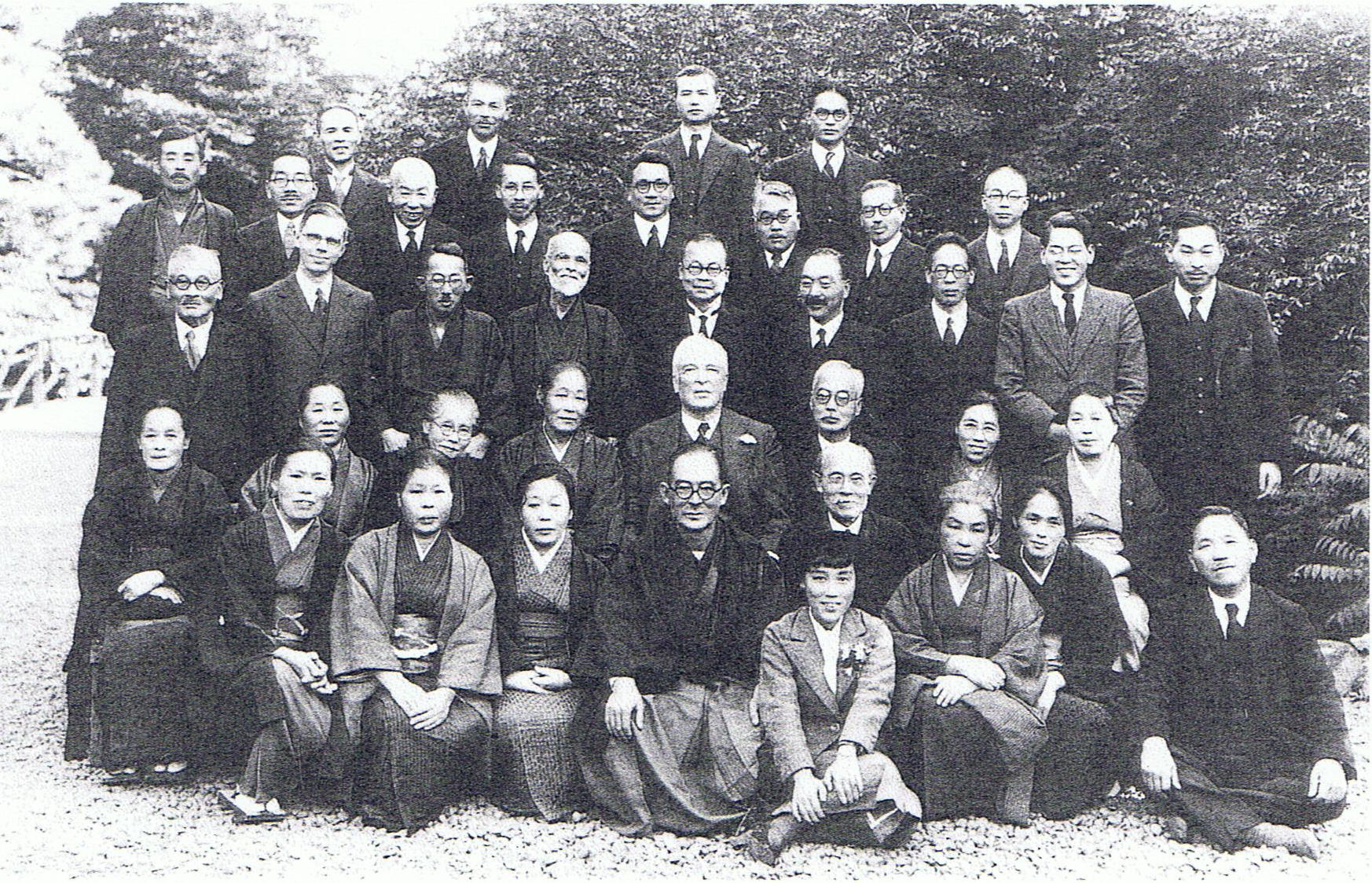
バークレー・バックストン最後の来日、1937年

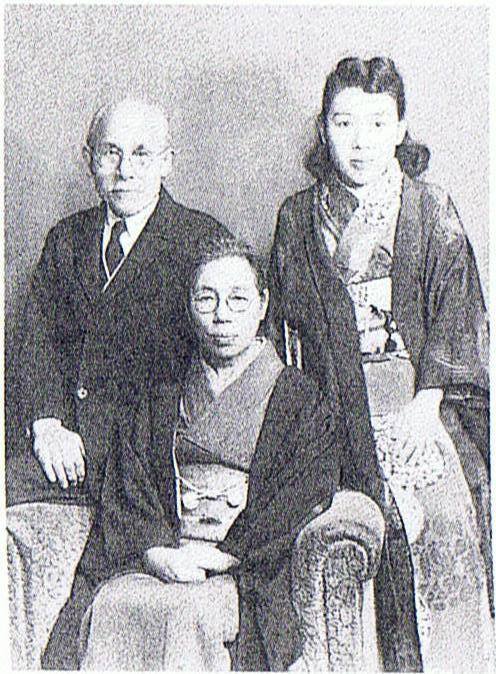
1943年家族写真

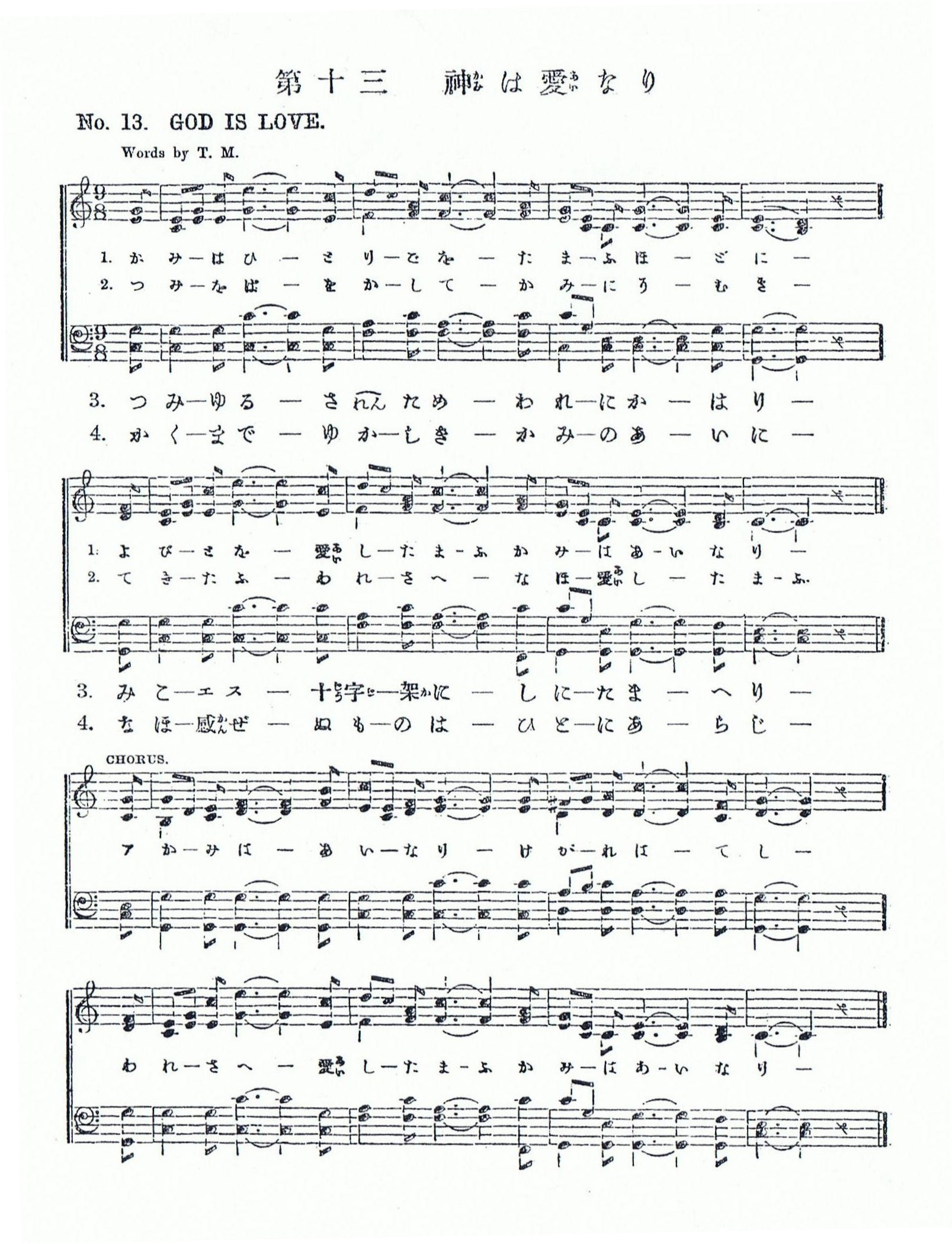
神は愛なり（福音唱歌13番）

三谷 種吉（みたに たねきち, 1868年 - 1945年）は、日本の伝道者、讃美歌作家、教会音楽家、音楽伝道の草分け的存在。日本最初の音楽伝道者であり、神癒の伝道者でもあった。

## 生涯
父は有馬郡三輪村（のちの三田町、現三田市）出身の姫本徳右ヱ門の次男小之助（明治初年に三谷佐介に改姓）、母は坂井小三郎の長女靍子（後に直と改める）であった。父佐介は神戸元町におけるブリキ屋の元祖となった。白洲退蔵の奨めで入信。摂津第一公会の会員となり活動的信徒として神戸多聞教会、兵庫教会の設立に携わった。
すぐ下の弟、三谷寅之助は同志社英学校を中退し、暫く兄のヴァイオリンとともに得意なアコーディオン片手に演奏活動を行っていたが、後に川上音二郎一座に加わり三上繁の芸名で名女役として、語学力を生かして一座の通訳として活躍。志半ばにして1900年の米国公演中に病死した, 2番目の弟、三谷良太郎は母の実家である酒井家の養子となり、大阪帝国大学を卒業して実業界に進んだ. 3番目の弟、三谷俊造は当初、種吉とともに音楽伝道に従事したが、後に米国に渡り、作曲家として活躍した。
長男、眞種は米国に渡り牧師となる。長女科子は幼くして召された。教会音楽家、元東京キリスト教短期大学教授三谷幸子は次女。
天に召されるまで、ヴァイオリンの練習を欠かさなかった。

## 年譜
- 1868年 - 8月24日神戸元町生まれ。
- 1875年 - 両親、弟の寅之助と共に摂津第一公会でJ.D.デイヴィス宣教師からバプテスマを受く
- 1883年 -  同志社英学校入学
- 1884年 - 西京第二公会でドウェイト・ウィットニー・ラーネッド宣教師から再びバプテスマを受く
- 1887年 - 同志社英学校を卒業、同志社卒業後は姫路での教員生活を経て、神戸で外国人商社に勤めながらイタリア人の音楽教師(R. A. Rizetti?) について音楽を学んだ。
- 1894年 - 英国商館を辞し献身。神戸教会から分裂した神戸公会で宣教師と協力して生田伝道を行う。この伝道の実は日本組合活田教会、現在は日本基督教団雲内教会として現存する。
- 1896年 - 岡山孤児院で奉仕、音楽部長となる。
- 1897年 - 松江のバークレー・バックストンのもとで修養を受け、やがて日本伝道隊の創立メンバーになる。
- 1898年 - 日本最初の福音唱歌集『基督教福音唱歌』を松江で棘焔漁夫のペンネームで発行した。その後、ドイツ製アコーディオンをもって北海道から沖縄に至るまで伝道した。
- 1901年 - 東京に移り、中田重治の中央福音伝道館及び聖書学校で働く。
- 1903年 - 奈良郡山、泉州岸和田組合教会（日本基督教団岸和田教会）に伝道師として赴任。秋には中田重治と伝道旅行に行き、年末には中央伝道館に復帰。
- 1904年 - 英国の日本ワンバイワン・ミッション、日本伝道隊を組織。バックストンを総理として、竹田俊造、御牧碩太郎、ウィルクス、ブレスウェイト夫人と共に評議員となる。同年、東洋宣教会で按手を受ける。
- 1905年 - 月刊『基督教新聞』を独力で1941年まで発行し続けた。9月には神戸へ移る。
- 1909年 - 東京に戻り、浅草伝道館で奉仕。その後、萬国基督教警監同盟会の働きにつく。
- 1919年 - 日本伝道隊退職。日本同盟基督協会中野教会協力教師になる。
- 1922年 - 『霊感賦』を出版した。
- 1934年 - 結核静養施設博慈会理事長となる。
- 1940年 - 10月17日の皇紀二千六百年奉祝全国基督教信徒大会は聖霊によるリバイバルではないと指摘した。
- 1941年 - 6月24日の日本基督教団創立総会は、鉄と粘土をまぜあわせたにすぎない、と言った。
- 1942年 - 上記の指摘をしながらも日本基督教団所沢教会（現在の単立日本キリスト教所沢教会）牧師として赴任。
- 1945年 - 所沢教会で召天。

## 人物
- 英語が堪能であったので、バックストンやパゼット・ウィルクスの通訳をした。

## 主な作品
賛美歌
- 『神はひとり子をたもうほどに』（原題（神は愛なり）（『基督教福音唱歌』13番「神は愛なり」（1900年）、『聖歌』392番「神はひとり子をたもうほどに」（1958年）、『讃美歌第二編』184番「神はひとり子を」（1967年））
- 『ただ信ぜよ』（福音唱歌22番、リバイバル唱歌9番、聖歌424番）など

著作
- 『手風琴曲譜集第一集』1891年8月発行
- 『手風琴曲譜集第二集』1891年12月26日発行
- 『手風琴奏法指南並ニ和洋流行楽譜集』1893年10月15日発行
- 『基督教福音唱歌』1898年11月11日発行
- 『スポルジョン・マグテール改心の証詞』1899年3月20日発行
- 『君は何故キリスト教が嫌乎』1899年5月5日発行
- 『驚天動地伝道奇譚宇伊波実歴談』（翻訳）1909年12月23日発行
- 『通俗的基督教百話』1910年3月3日発行
- 『白蟻より恐るべき蟻』1910年、発行日不詳
- 『新撰伝道讃美歌』1914年12月5日発行
- 『霊感賦』1916年5月発行
- 『通俗的基督教文庫第壱巻 絵入珍聞奇談集』1919年12月7日発行
- 『聖書研究の手引き』1925年2月20日発行
- 『基督教例話の庫』1925年5月17日発行
- 『基督教伝道講話』1925年12月4日発行
- 『基督と偕に』（翻訳）1925年12月15日発行
- 『輪郭的聖書』（翻訳）1926年5月発行
- 『聖霊のバプテスマ』（ビー・エフ・バックストン著 翻訳）1926年発行
- 『詩篇霊解上』1927年7月5日発行
- 『詩篇霊解中』1928年7月5日発行
- 『詩篇霊解下』1929年12月15日発行

逐次刊行物
- 『命の糧』松江時代、発行年代不詳
- 『基督教新聞』（後に『基督教新誌』と改題）
1905年3月1日から1941年1月まで発行。
- 『聖書世界』1928年4月20日創刊、廃刊年不明

## 伝記
- 『三谷種吉:日本で最初の音楽伝道者:ただ信ぜよ』榊原正人、三谷幸子、いのちのことば社